# 米勒湖砂棲七鰓鰻
米勒湖砂棲七鰓鰻（學名：Entosphenus minimus），為圓口綱七鰓鰻目七鰓鰻科砂棲七鰓鰻屬的一種，被IUCN列為易危保育類動物，分布於北美洲美國奧勒岡州米勒湖流域，成魚口上板，單尖牙2-3顆，通常3顆，中顆小於側顆；口下板，單尖牙5顆；第一排前牙，3顆單尖牙，外側缺失；單排後葉，11-19顆牙，通常最外側每側1-3顆後葉為雙尖牙，內側後葉為單尖牙，但0-16顆後葉也可為雙尖牙；橫舌板，單尖齒17-29顆，中尖齒稍擴大；縱向舌板，每片有18-25顆單尖齒，體上表面顏色較深，下表面較淺，未成熟成蟲為黃褐色，成魚為棕紫色，尾鰭鏟形或圓形，體長可達14.5公分，壽命可達3年，棲息在海拔1402-2134公尺的河流上游沙石底質，幼魚時期約30個月，成年期約6個月，變態發生在秋季，幼魚為濾食性動物，成年為寄生型，會吸附在鱒魚等身上吸食體液。由於該物種寄生於人工養殖的鱒魚魚苗，1958年米勒湖通過投毒將其徹底滅絕，直到1992年才再次被發現。